# 157599 Verdery
157599 Verdery è un asteroide della fascia principale. Scoperto nel 2005, presenta un'orbita caratterizzata da un semiasse maggiore pari a 2,650773 UA e da un'eccentricità di 0,149590, inclinata di 11,729438° rispetto all'eclittica. Ha un diametro di 2,537 km.